# 214
214是自然数也是整数介於213和215之間。

## 性質
- 合數，正因數有1、2、107和214。
質因數分解為{\displaystyle 2\times 107}。
- 虧數，真因數和為110，虧度為104。
- 不尋常數，大於平方根的質因數為107。
- 第70個半質數。前一個為213、下一個為215。
- 無平方數因數的數。
- 十进制的奢侈數。
- 屬於有形數
  - 37邊形數.
- 214!! − 1 是一個205位的質數。
- 第11個完全數 2106×(2107−1) 有214個因數。

## 其他領域
- 美国德克萨斯州第三大城市達拉斯的首個電話區碼
- 日本的郵遞區號214是神奈川縣川崎市多摩區。
- 第214代的羅馬教皇是亞歷山大六世。
- 康熙字典的部首数有214個。
- 自由女神像是法國送給美國的獨立100週年禮物，共拆成214個部份運往美國後組裝。
- 西元214年
- 西元前214年
- 2月14日
- 九龍巴士214線